# Olof Broman

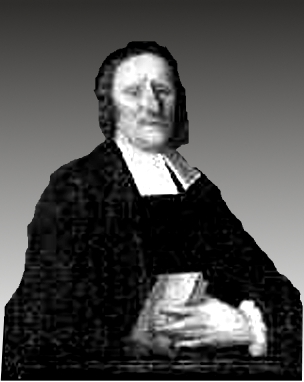
Olof Broman

Olof Johansson Broman (* 29. November 1676 in Välsta, Hälsingland; † 2. April 1750 in Hudiksvall) war ein schwedischer Arzt, Vikar sowie Rektor der Trivialschule Hudiksvall. Er schuf mit seinem Werk Glysisvallur eller Helsingia Illustrata eine etwa 2800 Seiten und drei Bände umfassende Materialsammlung, die eine für die damalige Zeit außerordentliche Schilderung der Natur, Geografie, Geschichte, Ethnografie und Archäologie Hälsinglands ist. Sie ist noch heute einzigartig und wird von der Forschung genutzt, um Unklarheiten in der Geschichte Schwedens des 18. Jahrhunderts zu beseitigen. Wegen seiner Vielseitigkeit, seines starken Interesses für das Theoretische und Praktische, zählt der Historiker und Empiriker Broman zu den Wegbereitern der schwedischen Aufklärung.

## Leben
Bromans Eltern waren der Landvogt Johan Larsson Broman und seine Frau Anna Albogia, Tochter eines Pfarrers. Er war das zweitälteste Kind von sechs Geschwistern. Im Alter von fünf Jahren erhielt er zusammen mit seinem älteren Bruder Lars Hausunterricht im Lesen und Schreiben, besuchte anschließend die Trivialschule in Hudiksvall und ab 1688 die Universität Uppsala. Im Mai 1698 bestand er das Theologieexamen und wurde 1703 mit der geografischen Abhandlung Mare Balticum Magister, nachdem er zuvor am 30. Mai 1702 das Rigorosum erfolgreich abgelegt hatte.

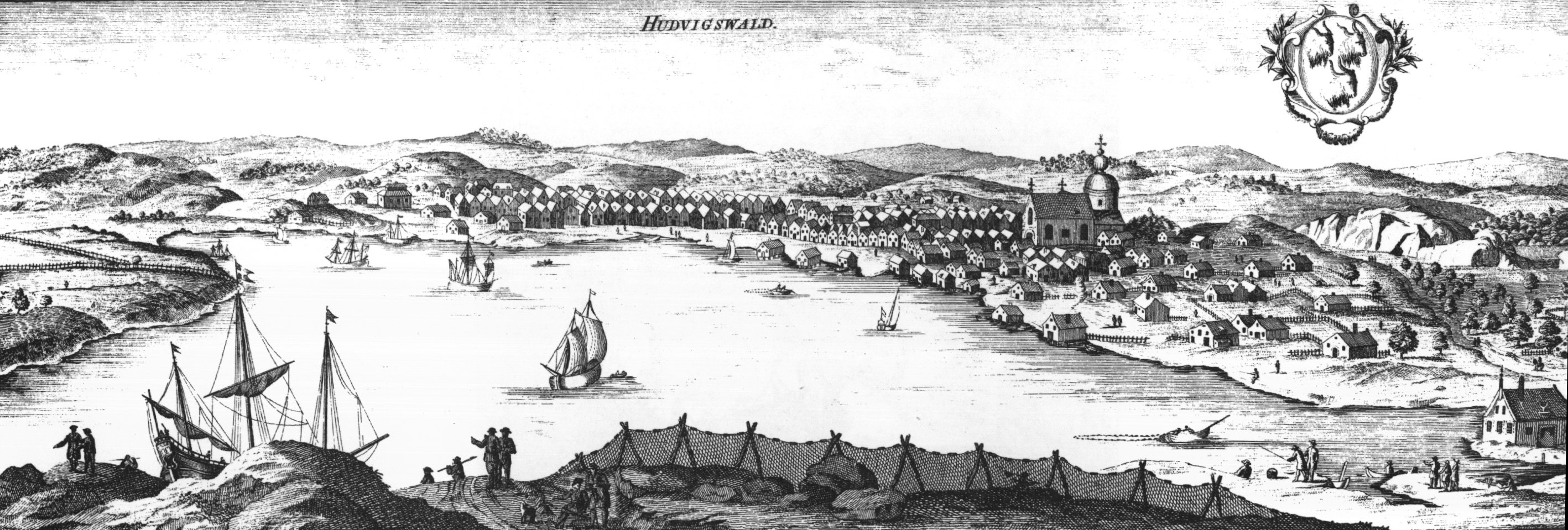
Hudiksvall um 1700

Im selben Jahr wurde Broman vom Erzbischof als Vikar der Trivialschule Hudiksvall eingesetzt und im darauf folgenden Jahr als Vikar und Leiter des Lektorats Ethik am Gymnasium Gävle. Nach einigen Semestern beendete er diese Tätigkeit, um in seiner Geburtsgemeinde seinen Onkel Olof Kanik als Prediger sowie seine gealterten Eltern im Haushalt zu unterstützen. In Bromans Erinnerungen von 1704 ist zu finden, dass er in dieser Zeit, aus Mangel an Alternativen, die Stelle eines Arztes annahm. Vorangegangene medizinische Studien an der Universität Uppsala machten dies möglich. In dieser Zeit beschäftigte er sich mit Naturwissenschaften wie Botanik und Zoologie sowie mit Runologie. Aus einem Brief an Erzbischof Erik Benzelius geht hervor, dass Broman sich in jener Zeit auch mit der Kartografie Hälsinglands, Numismatik und medizinischer Schriftstellerei beschäftigte.
Am 24. Februar 1709 heiratete Broman in Stockholm Anna Elg und am 29. Juni desselben Jahres wurde seine Tochter Anna Greta geboren. Am 21. Dezember 1710 erfolgte seine Ordination im Dom zu Uppsala. In den folgenden Jahren arbeitete er weiterhin als Arzt der Region, ab 1719 als Rektor der Trivialschule Hudiksvall und beschäftigte sich nebenbei mit schriftstellerischen Tätigkeiten. Als am 23. Mai 1721 die russische Flotte im Zuge des zu Ende gehenden Großen Nordischen Krieges Hudiksvall angriff und die Stadt niederbrannte, verlor Broman sein gesamtes Vermögen. Nachdem im folgenden Jahr sein Wohnhaus wieder aufgebaut war, ermöglichte er einige Jahre den Schulunterricht in seinen Wohnräumen, bis die neue Schule nach der Zerstörung wieder hergestellt war.

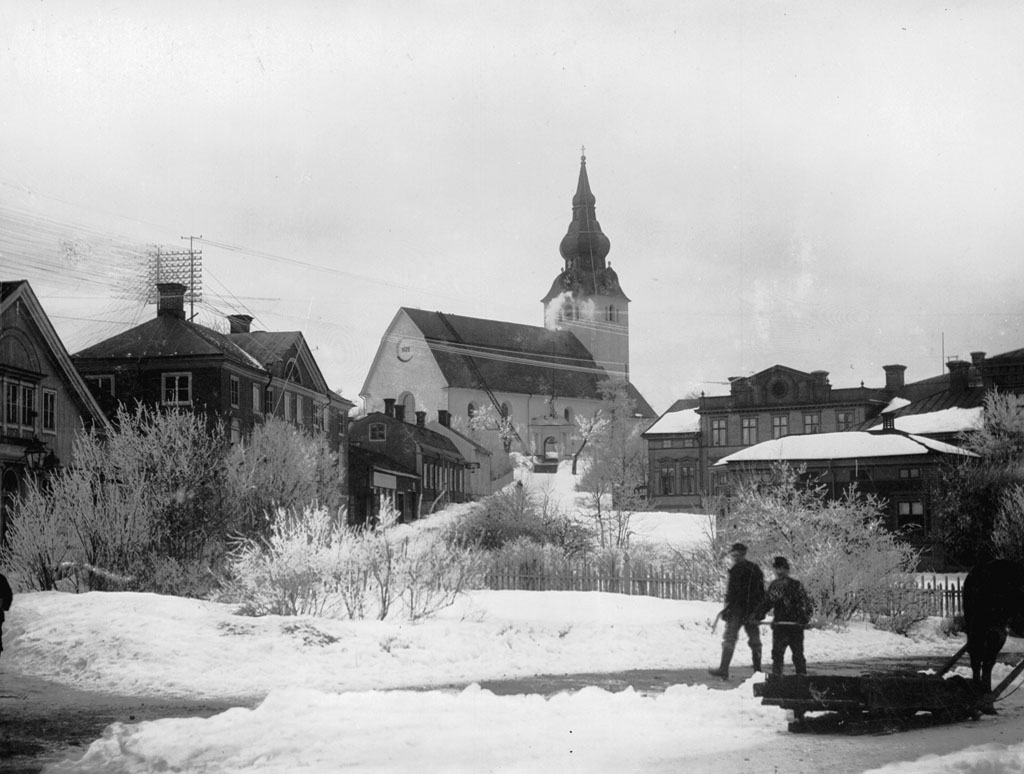
Kirche Hudiksvall, 1900

Am 3. Mai 1728 beendete er seine Arbeit an der Schule und übernahm den Platz des verstorbenen Pfarrers der Stadt. Er engagierte sich stark für die Instandsetzung und Ausstattung der Kirche, den Bau einer neuen Kapelle, kümmerte sich um die Christianisierung durch die Gemeinde streifender Lappen und wurde 1736 zum Propst ernannt. Broman war auch praktisch veranlagt und kannte sich mit sowohl Landwirtschaft als auch Handwerk aus. Er erfand beispielsweise neue Maschinen zur Leinenbearbeitung.

### Literarische Arbeit
Der Beginn von Bromans schriftstellerischer Tätigkeit wird auf das Jahr 1697 datiert, als er die Grabrede (schwedisch Grafskrift) zum Tod von Karl XI. schrieb. Im selben Jahr wurde auch eine Heiratsrede (schwedisch Brudskrift) gedruckt. Beide poetischen Schriften wurden veröffentlicht und „gern gelesen“. Sein erstes größer angelegtes Werk Onomasticum Svio-Gothicum stellte er 1704 fertig. Es ist eine Art etymologische Dichtung in Hexametern, eingeteilt in 43 Paragrafen und mit Quellenzitaten versehen, die die Bedeutung der schwedischen Frauen- und Männernamen untersucht. 1723 stellte er Teil 1 von Guds Almachts-Spegel och Rika Fatebur fertig, der die Tierwelt Hälsinglands zu Wasser und zu Land beschreibt. Den ornithologischen Teil 2 nannte er Guds Almachts-Spegel etc. uti Helsinge-luften. Beide Teile zeugen von Bromans starkem Interesse an den Naturwissenschaften.
Im Folgenden verfasste er hintereinander sechs Werke. Glysisvallur gilt als das wichtigste Werk Bromans. 1726 beendete er Teil 1 dieser Trilogie, die umfangreiche geografische, ethnografische und historische Materialsammlungen enthält. Teil 2 wurde 1730 mit Beschreibungen und Abbildungen von Hälsinglands Kirchen und kunsthistorischen Betrachtungen fertiggestellt und ist der umfangreichste Band. Der 1733 zu Ende gebrachte Teil 3, der auch den Titel Slota Baba (Name einer altslawischen Göttin) trägt, ist eine grundlegende ökonomische Abhandlung über Hälsingland. In diesem Band spiegeln sich die Gedanken der neuen Freiheitszeit wider.
Neue Erkenntnisse über Versuche mit Barometern beschrieben die Arbeiten Barometer observationer (1727) und Forsök om Baromet: och Hafswatnets Correspond (1728), die beide an die Wissenschaftssozietät in Uppsala geschickt wurden. Im selben Jahr wurden eine Sammlung von Kirchenliedern Korta Berättelser och Anmärkningar om Svenska Psalmboken und Abschiedsreden an die Schüler der Trivialschule Hudiksvall M. Olavi Joh: Bromani Testamente, eller Afskeds-Ord, af Kort Svar och Klara Underwisningar produziert. Medizinische Abhandlungen zu unter anderem Gesundheitsvorsorge, Behandlungen von gewöhnlichen Krankheiten und Hausmitteln verfasste er 1730 in seinem Werk Æsculapius Helsingicus. In Anlehnung an die „Franzosenkrankheit“, die in Hälsingland wütete, wurde 1739 Kort Sagubrott om Franska-Lydes Kynde och Lynde geschrieben. 1747 schloss er die Arbeit En owäldig Bondes Lefwernes beskrifning ab, die in autobiografischer Form kulturhistorisch interessante Lebenserfahrungen eines Bauern von der Wiege bis zum Grab und sogar Details zum Tagesablauf erzählt. 1747 ist das letzte Jahr, das hier beschrieben wird.
Das Werk Stilpho Thorgilssons historia zählt zu den frühesten schwedischen Romanversuchen. Es enthält eine Reihe sehr unkonventionell erzählter Liebesgeschichten, die zum einen im Märchenstil und zum anderen in realistischem Romanton geschrieben wurden. Das Manuskript zu dem Roman stammt etwa aus dem Jahr 1705.
Aufgewachsen in der Großmachtzeit Schwedens konnte sich Broman nie von dessen Traditionen und Ideen freimachen. Aber er galt als klardenkend und reformfreundlich und wurde von den Strömungen der neuen Freiheitszeit mitgezogen. Er behandelte in seinen schriftstellerischen Arbeiten nie die große Politik und ließ die bewegenden Fragen seiner Zeit außen vor. Ökonomisch-politische Fragestellungen beschäftigten ihn dagegen schon. Außer Akademiedisputationen, einer Reihe von Zufallsversen und Aufsätzen wurde keines seiner literarischen Werke gedruckt. Diese liegen nur handschriftlich vor.

## Werke (Auswahl)
- Oratio historica de Helsingia, 1701
- Onomasticum Svio-Gothicum, 1704
- Stilpho Thorgilssons historia, um 1705
- Ichthyologia eller Guds rika fatabur jämwäl i Helsingwattnena, 1723
- Chloris Helsingica Trimembris, 1724
- Glysisvallur, Teil 1, 1726
- Barometer observationer, 1727
- Forsök om Baromet: och Hafswatnets Correspond, 1728
- Glysisvallur, Teil 2, 1730
- Æsculapius Helsingicus, 1730
- Glysisvallur, Teil 3, 1733
- Kort Sagubrott om Franska-Lydes Kynde och Lynde, 1739
- En owäldig Bondes Lefwernes beskrifning, 1747